# Назия (Назиевское городское поселение)
На́зия — посёлок в Кировском районе Ленинградской области России. Административный центр Назиевского городского поселения.

## История
Населённый пункт был образован по плану «ГОЭЛРО» как центр района торфоразработок при железнодорожной станции Жихарево.
Посёлок Назия учитывается областными административными данными с 1 января 1927 года в составе Марковского сельсовета Мгинского района.
В 1928 году население посёлка Назия составляло 141 человек.
По данным 1933 года посёлок Назия являлся административным центром и единственным населённым пунктом Назийского сельсовета Мгинского района с населением 1522 человека. 27 декабря 1933 года Президиум ВЦИК постановил: «4. Отнести к категории рабочих посёлков следующие вновь возникшие населённые пункты: а) населённый пункт при Назиевских торфяных разработках, Мгинского района, присвоив вновь образованному рабочему посёлку наименование „Назия“».
По данным 1936 года в состав Назийского сельсовета с центром в рабочем посёлке Назия входили 1 населённый пункт, 105 хозяйств и 1 колхоз.

Рабочий посёлок Назия на карте 1940 года

С 1960 года в составе Назийского поссовета Волховского района.
С 1963 года Назийский поссовет был подчинён Волховскому горсовету.
С 1965 года вновь в подчинении Волховского района.
По данным 1966 и 1973 годов рабочий посёлок Назия также находился в подчинении Волховского района.
По данным 1990 года посёлок являлся административным центром Назиевского поселкового совета Кировского района, в который входили 15 населённых пунктов: деревни Александровка, Васильково, Городище, Жихарево, Замощье, Карловка, Лукинское, Мучихино, Никольское, Подолье, Сирокасска, Старая Мельница; посёлок Назия; хутор Павловский; местечко Плитняки, общей численностью населения 8800 человек.
Торфоразработки велись до конца XX века, действовали многочисленные ветки узкоколейной железной дороги. Последний участок узкоколейной железной дороги был полностью разобран в 2001 году.

## География
Посёлок расположен в северо-восточной части района на автодороге 41К-120 (Подъезд к станции Жихарево), к югу от федеральной автодороги Р21 (E 105) «Кола».
Расстояние до районного центра — 43 км.
Через посёлок проходит железнодорожная линия Мга — Волховстрой I. В посёлке находится станция Жихарево.
Через посёлок протекают реки Лава и Ковра.
К югу от посёлка расположены бывшие 1—5-й Рабочие Посёлки, построенные для служащих торфоразработок.

## Демография
| 1933    | 1935    | 1939    | 1942  | 1945  | 1949    | 1959  |
| ------- | ------- | ------- | ----- | ----- | ------- | ----- |
| 1522    | ↗15 800 | ↘10 893 | ↘5270 | ↗6671 | ↗12 183 | ↘9196 |
| 1970    | 1979    | 1989    | 1997  | 2002  | 2006    | 2009  |
| ↗10 150 | ↘9334   | ↘7712   | ↘6400 | ↘5755 | ↘5100   | ↘4959 |
| 2010    | 2012    | 2013    | 2014  | 2015  | 2016    | 2017  |
| ↘4858   | ↘4825   | ↗4980   | ↘4853 | ↗4865 | ↘4857   | ↘4806 |
| 2018    | 2019    | 2020    | 2021  | 2023  | 2024    | 2025  |
| ↘4727   | ↘4693   | ↘4672   | ↗6313 | ↘6171 | ↘6132   | ↘6111 |

Изменение численности населения за период с 1928 по 2022 год:

## Экономика
Действует комбинат строительных материалов «Баррикада», предприятие по переработке газового конденсата, ООО «Назиевский топливный комплекс».

## Достопримечательности
Руины церкви Тихвинской иконы Божией Матери (1784—1786).

## Фото

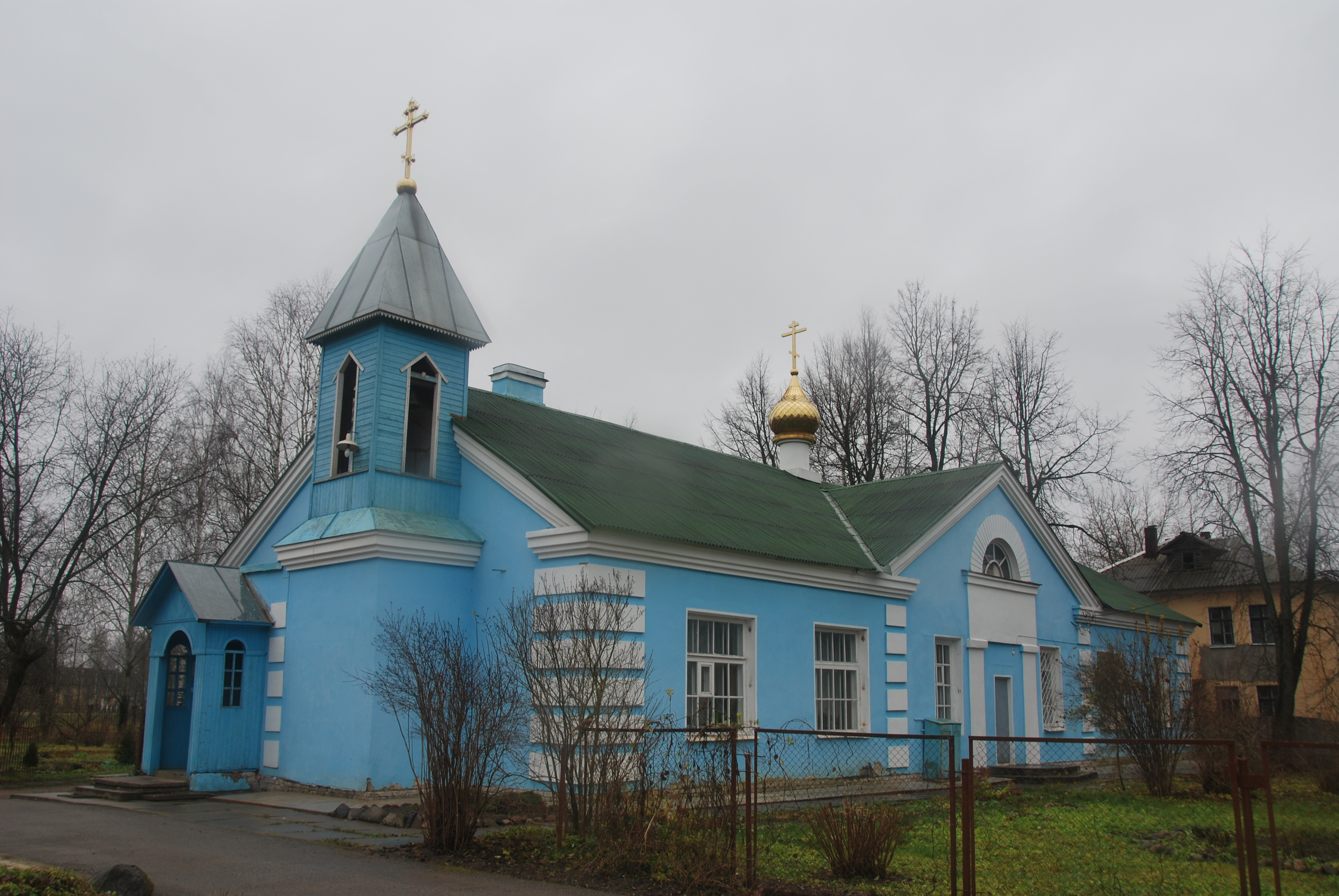
Церковь в Назии. 2012 год
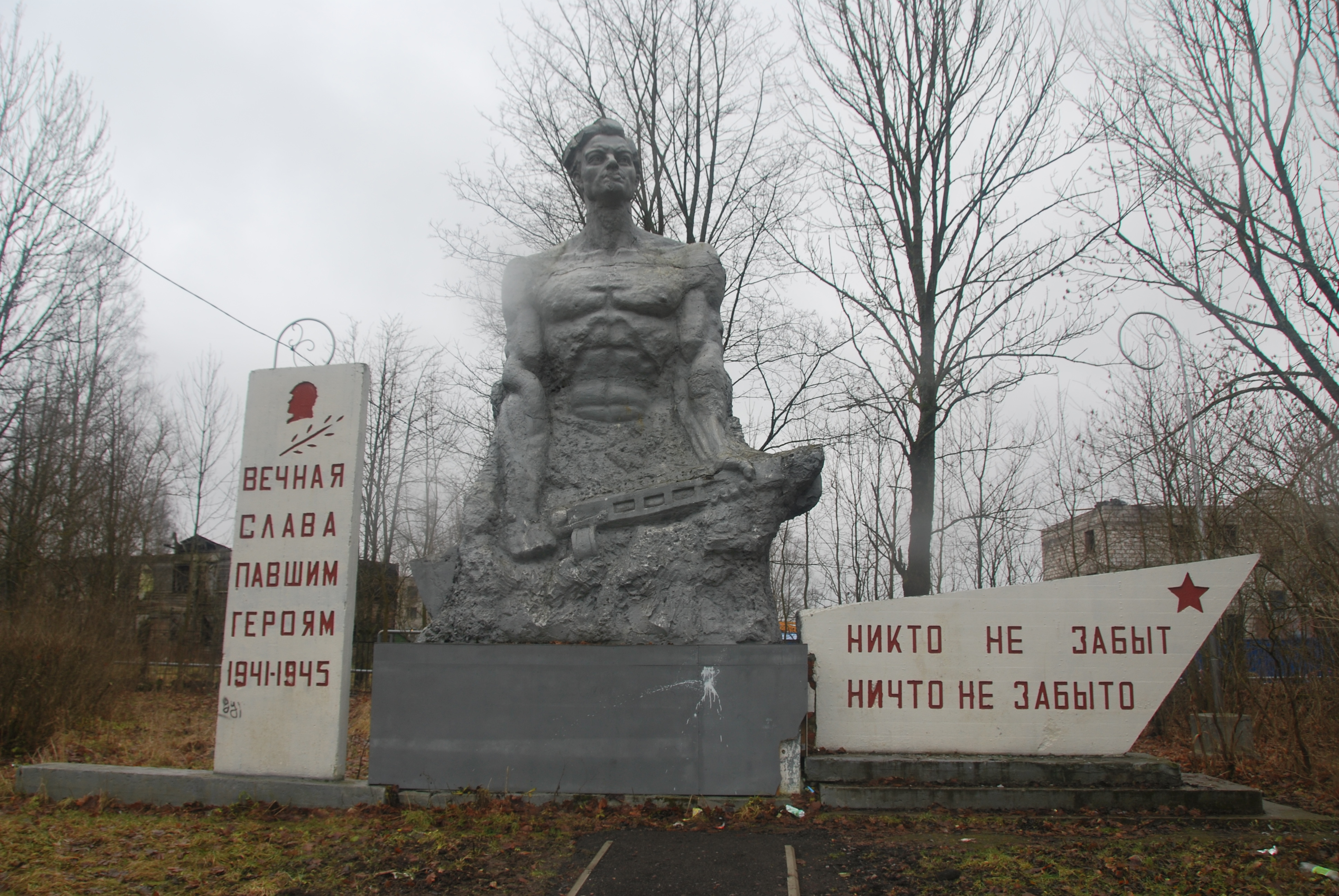
Памятник погибшим солдатам. 2012 год